# Yusuke Kawakita
Yusuke Kawakita (født 13. maj 1978) er en tidligere japansk fodboldspiller.
Han har spillet for flere forskellige klubber i sin karriere, herunder Ventforet Kofu, Tokushima Vortis og Ehime FC.